# Réduction d'atouts
Dans le jeu de bridge la réduction d'atouts est un Plan de jeu du déclarant à la couleur utilisé lorsque le joueur en Nord possède peu d'atouts et le joueur en Sud possède davantage d'atouts que le joueur en Est. Il est alors possible, sous certaines conditions, de prendre les atouts adverses situés en Est en coupant une ou plusieurs cartes de Nord dans le but réduire le nombre d'atouts de Sud. 
Lorsque l'on réalise la réduction d'atouts en Sud tout en coupant des cartes maîtresses de Nord, la manœuvre s'appelle le Grand coup.

## Exemple tiré d'un jeu réel
| ♠   | D 9          |
| ♥   | A R 5 2      |
| ♦   | A D 6        |
| ♣   | V 8 5 2      |
| N S |              |
| ♠   | A R 10 8 5 3 |
| ♥   | 9            |
| ♦   | V 4          |
| ♣   | A R 7 6      |

Sud joue le contrat de 7♠. Cette donne a été jouée en 2020 au tournoi de Columbus (Ohio) par des champions internationaux.
| Nord  | Est   | Sud | Ouest |
| ----- | ----- | --- | ----- |
| 1NT   | Passe | 2♥  | 3♦    |
| Passe | Passe | 4♦  | Passe |
| 4♥    | Passe | 5♣  | Passe |
| 4♥    | Passe | 6♠  | Passe |
| 7♠    |       |     |       |
| 1.    |       |     |       |

Les enchères sont assez confuses et arrivent à un contrat qui a peu de chances de succès, mais fort heureusement Ouest a entamé un petit ♦, que le déclarant a laissé filer au Valet. Le déclarant tire la Dame de ♠ et constate le mauvais partage de la couleur. Il semble à ce stade que le contrat est irréalisable et qu'il n'y a aucun moyen de prendre le Valet de ♠ d'Est.
Le déclarant passe le 9 de ♠ que Est se garde bien de couvrir du Valet. Il tire ensuite As et Roi de ♣, et par miracle la Dame seconde tombe en Ouest. Dès lors, Hugh Mc Gann a pu gagner son contrat contre toute défense en pratiquant la réduction d'atouts : il tire As et Roi de ♥ (défaussant un ♣), coupe un ♥ (réduisant ainsi le nombre d'atouts de Sud au nombre d'atouts d'Est), remonte dans sa main au Valet de ♣, et tire le dernier ♣ : si alors Est coupe, Sud surcoupe, tire les atouts et fait son As de ♦ ; s'il défausse, le déclarant joue son dernier ♥ de Nord et les atouts de Est sont pris en fourchette.
Les 4 jeux :
| ♠ | D 9     |
| ♥ | A R 5 2 |
| ♦ | A D 6   |
| ♣ | V 8 5 2 |

| ♠ | -              |
| ♥ | D V 8 3        |
| ♦ | R 10 9 8 7 5 3 |
| ♣ | D 10           |

| ♠ | V 7 6 4 2 |
| ♥ | 10 7 6 4  |
| ♦ | 2         |
| ♣ | 9 4 3     |

| ♠ | A R 10 8 5 3 |
| ♥ | 9            |
| ♦ | V 4          |
| ♣ | A R 7 6      |

| ♠ | D 9     |
| ♥ | A R 5 2 |
| ♦ | A D 6   |
| ♣ | V 8 5 2 |

| ♠ | -              |
| ♥ | D V 8 3        |
| ♦ | R 10 9 8 7 5 3 |
| ♣ | D 10           |

| ♠ | V 7 6 4 2 |
| ♥ | 10 7 6 4  |
| ♦ | 2         |
| ♣ | 9 4 3     |

| ♠ | A R 10 8 5 3 |
| ♥ | 9            |
| ♦ | V 4          |
| ♣ | A R 7 6      |

| ♠ | D 9     |
| ♥ | A R 5 2 |
| ♦ | A D 6   |
| ♣ | V 8 5 2 |

| ♠ | -              |
| ♥ | D V 8 3        |
| ♦ | R 10 9 8 7 5 3 |
| ♣ | D 10           |

| ♠ | V 7 6 4 2 |
| ♥ | 10 7 6 4  |
| ♦ | 2         |
| ♣ | 9 4 3     |

| ♠ | A R 10 8 5 3 |
| ♥ | 9            |
| ♦ | V 4          |
| ♣ | A R 7 6      |

| ♠ | D 9     |
| ♥ | A R 5 2 |
| ♦ | A D 6   |
| ♣ | V 8 5 2 |

| ♠ | -              |
| ♥ | D V 8 3        |
| ♦ | R 10 9 8 7 5 3 |
| ♣ | D 10           |

| ♠ | V 7 6 4 2 |
| ♥ | 10 7 6 4  |
| ♦ | 2         |
| ♣ | 9 4 3     |

| ♠ | A R 10 8 5 3 |
| ♥ | 9            |
| ♦ | V 4          |
| ♣ | A R 7 6      |